# White Salmon (Washington)
Pour les articles homonymes, voir White Salmon.
White Salmon est une cité située dans le comté de Klickitat, dans l’État de Washington aux États-Unis.

## Géographie
Selon le Bureau du recensement des États-Unis, la superficie de la ville est de 3,2 km2. La cité se situe à proximité de la chaîne des Cascades dans la région du mont Adams au niveau de la gorge du Columbia. La région où se situe la localité est traversée par la rivière White Salmon, un affluent du fleuve Columbia.

## Démographie
Selon le recensement de 2000, sur les 2 193 habitants, on retrouvait 887 ménages et 590 familles dans la cité. La densité de population était de 677 habitants par km² et la densité d’habitations (948 au total) était de 293 habitations par km². La population était composée de 83,08 % de blancs, de 1,14 % d’amérindiens, et de 0,23 %  d’afro-américains.
34,40 % des ménages avaient des enfants de moins de 18 ans, 50,1 % étaient des couples mariés. 28,7 % de la population avait moins de 18 ans, 7,0 % entre 18 et 24 ans, 28,2 % entre 25 et 44 ans, 20,4 % entre 45 et 64 ans et 15,7 % au-dessus de 65 ans. L’âge moyen était de 37 ans. La proportion de femmes était de 100 pour 93 hommes.
Le revenu moyen d’un ménage était de 39 653 $.